# ون مهوتسو
ون مهوتسو (سانسکریت: वन महोत्सव، آوانگاری: Vana Mahōtsava، ت. «مهرجان جنگل، جشن جنگل، جشن بزرگ درختکاری، مراسم بزرگداشت جنگل») یک جشنواره سالانه یک هفته کاشت درخت در هند است، که در هفته اول ژوئیه جشن گرفته می‌شود. این کار در سال ۱۹۵۰میلادی توسط کنایالال منکلال مونشی با کاشت درخت در راجغات دهلی آغاز شد.

## اهداف برگزاری جشن در هند
با تشویق سرخپوستان برای حمایت از کاشت درخت و پرورش آن، برگزارکنندگان جشنواره امیدوارند که جنگل بیشتری در کشور ایجاد کنند. این سوخت‌های جایگزین را فراهم می‌کند، تولید منابع غذایی را افزایش می‌دهد، سبب ایجاد پناهگاه در اطراف مزارع می‌شود تا بهره‌وری را افزایش دهد، برای حیواناتی همچون گاو غذا و برای سایر جانوران سایه ایجاد می‌کند، مناظر طبیعی و گردش گری ایجاد می‌کند، خشکسالی را کاهش می‌دهد و به جلوگیری از فرسایش خاک کمک می‌کند. هفته اول ژانویه زمان مناسبی برای کاشت درخت در بیشتر مناطق هند است زیرا همزمان با طبیعت این منطقه بهترین زمان است.